# Кубинский удав
Кубинский удав, или кубинский гладкогубый удав (лат. Chilabothrus angulifer), — вид змей из семейства ложноногих, обитающий на Кубе и прилегающих островах.
Средняя длина составляет от 1,5 до 3 м, но может достигать до 4,5 м. Голова с широким основанием и притуплённой на конце мордой. Туловище стройное, мускулистое. Окраска коричневая с рисунком из расположенных в шахматном порядке тёмно-коричневых ромбических пятен. Чешуя туловища с характерным для гладкогубых удавов радужным отливом.

## Образ жизни
Предпочитает влажные и сухие редколесья, поросшие деревьями каменистые биотопы. Ведёт древесный образ жизни. Активна днём, только в летние месяцы — ночью. Питается теплокровной добычей: летучими мышами, птицами и грызунами. В поисках добычи нередко забирается в пещеры.

## Размножение
Это яйцеживородящая змея. Половая зрелость наступает в 3 года. Беременность длится 3 месяца, самка рожает 15—20 детёнышей.

## Распространение
Обитает на острове Куба и ряде небольших остров вокруг его побережья.